# Toni Dettling
Toni Dettling, né le 5 juin 1943 à Schwytz (originaire de Oberiberg), est une personnalité politique suisse du canton de Schwytz, membre du Parti radical-démocratique (aujourd'hui PLR), ancien conseiller national et ancien conseiller aux États.

## Biographie
Anton Dettling commence sa carrière politique avec son élection au Grand Conseil schwytzois en 1976. Entre 1986 et 1987, il en assume la présidence. Il siège au parlement cantonal jusqu'en 1991.
La même année, il est élu au Conseil national.
Il siège la Chambre du peuple jusqu'en 1999 à la suite d'une réélection en 1995. 
En 1999, il gagne l'élection pour un siège pour le Conseil des États sous la liste du Liberale Volkspartei des Kantons Schwytz (LVP).
Il ne sièga au Stöckli que pour un mandat, ayant décidé de ne pas se représenter en 2003.
Il quitte la chambre des cantons le 30 novembre 2003, après les élections fédérales de 2003.
En parallèle de ses activités politiques, il a été président de la Hauseigentümerverband (de), l'association faitière des propriétaires immobiliers en Suisse alémanique, entre 1997 et 2004.